# Bulbul de les Filipines
El bulbul de les Filipines (Hypsipetes philippinus) és una espècie d'ocell de la família dels picnonòtids (Pycnonotidae). És endèmic de les Filipines. Els seus hàbitats principals són els boscos tropicals i subtropicals de frondoses humits de les terres baixes i de l'estatge montà, les terres llaurades, les plantacions i les àrees forestals fortament degradades. El seu estat de conservació es considera de risc mínim.

## Taxonomia
Segons el Handook of the Birds of the World i la quarta versió de la BirdLife International Checklist of the birds of the world (Desembre 2019), el bulbul de les Filipines presenta cinc subespècies: (H.p. parkesi, philippinus, saturatior i mindorensis i guimarasensis). Tanmateix, en la llista mundial d'ocells del Congrés Ornitològic Internacional (versió 13.2, juliol 2023) les subespècies mindorensis i guimarasensis es consideren dues espècies separades:
- Hypsipetes mindorensis - Bulbul de Mindoro.
- Hypsipetes guimarasensis - Bulbul de les Visayas.